# Abida vergniesiana
Abida vergniesiana ist eine Art der Kornschnecken (Chondrinidae) aus der Unterordnung der Landlungenschnecken (Stylommatophora).

## Merkmale
Das schlank bis sehr schlank-spindelförmige bis zylindrisch-spindelförmige Gehäuse ist 5,5 bis 8,7 mm hoch und 2,0 bis 2,4 mm breit. Es hat 8 bis 10 schwach bis sehr schwach gewölbte Windungen. Die größte Breite wird etwa in der Mitte des Gehäuses erreicht. Die Oberfläche ist regelmäßig fein gestreift. Am Mündungsrand ist eine mäßig stark bis stark verdickte weiße Lippe ausgebildet, die aber nicht schwellenförmig ist. Die Mündungsränder sind im Parietalbereich miteinander verbunden und können bis 0,8 mm vorgezogen sein. In der Mündungsbewehrung ist die Parietalis kräftig entwickelt, auch eine Angularis ist immer vorhanden. Dagegen ist eine Spiralis nur selten vorhanden, sie ist dann nicht mit der Angularis verbunden. Meist fehlt auch eine Subangularis; gelegentlich ist an dieser Stelle ein kleiner Höcker vorhanden, der mit der Angularis verbunden ist. Die Columellaris ist stärker ausgebildet als die Infracolumellaris. Letztere reicht aber weiter nach vorne zum Mündungsrand. Die Palatalis superior, die Palatalis inferior und die Infrapalatalis sind als Doppelhöcker ausgebildet und reichen bis zur Mündungslippe nach vorne. Gelegentlich ist auch noch eine schwache Suprapalatalis vorhanden. Die letzte Windung ist etwas eingeengt und mehr oder weniger stark schief abgeflacht. Die Basis ist stark gekielt. Im Bereich der Infrapalatalis ist das Gehäuse schwach eingedrückt. Der Mündungsrand verläuft im Gaumenbereich (palatal) annähernd vertikal. Der Nabel ist eng und senkrecht von unten gesehen kaum zu erkennen.
Im männlichen Teil des Geschlechtsapparates sind Penis und Epiphallus im unteren Penisbereich miteinander verwachsen und bilden eine Schleife. Beide Hälften der Schleife sind etwa gleich dick. der Übergang Penis/Epiphallus wird gelegentlich durch eine Einschnürung markiert. Der Übergang liegt unterhalb der Schleifenbiegung zum Epiphallus hin. Der „freie“ Penis, d. h. von der Einmündung in das Atrium bis zur Verwachsungsstelle mit dem Epiphallus ist kurz bis sehr kurz. **Im proximalen Teil des Penis, d. h. zur Mündung in das Atrium hin, zeigt das erste Drittel bis die erste Hälfte der Innenwand keine besondere Struktur. im weiteren Verlauf erscheint eine undeutliche Längsstruktur und sehr feine Querrunzeln, die nach der Biegung kurz vor dem Übergang zum Epiphallus etwas gröber werden. Weiter zum Epiphallus hin erweitert sich das Lumen, an der Innenwand zeigt sich eine grobe Querrunzelung. Diese wird im weiteren Verlauf des Epiphallus zunächst feiner, außerdem erscheint wieder eine Längsstruktur an der Innenwand. In der letzten Hälfte oder letzten Drittel des Epiphallus (vor der Einmündung des Samenleiters) wird diese Längsstruktur spiralig verdreht, und es erscheinen feine Querrunzeln. Der Penisretraktor setzt etwa an der Grenze erstes/zweites Drittel der Penisschleife an. Im weiblichen Teil des Geschlechtsapparates ist die Vagina vergleichsweise sehr lang, der freie Eileiter sehr kurz; meist ist das Verhältnis größer als 6:1. Die Vagina ist auch drei bis viermal länger als der „freie“ Penis. Die Samenblase ist sehr lang und erreicht oder überragt die Albumindrüse. Die eigentliche Blase ist kaum dicker als der vergleichsweise dicke Stiel. Dieser ist an der Verzweigung Stiel/freier Eileiter ungefähr zwei- bis dreimal so breit wie der freie Eileiter. Die Radula hat in einer Halbquerreihe neben dem Zentralzahn 15 bis 16 Seitenzähne.

### Ähnliche Arten
Abida vergniesiana ähnelt Abida occidentalis, unterscheidet sich jedoch durch die unterschiedlich gestalteten Palatalfalten. Bei Abida pyrenaearia ist die Columellaris ebenfalls kräftiger entwickelt als die Subcolumellaris. Allerdings reicht bei dieser Art die Columellaris weiter nach vorne.

## Geographische Verbreitung und Lebensraum
Das Verbreitungsgebiet von Abida vergniesiana erstreckt sich von Andorra bis in das obere Tal der Ariège und in das Tal von deren Nebenfluss Videssos in den französischen Nordpyrenäen.

## Taxonomie und Nomenklatur
Das Taxon wurde nach heutiger Auffassung 1850 von Carl Heinrich Küster im „Systematischen Conchylien-Cabinet von Martini und Chemnitz“ im 1. Band, 15. Abtheilung, auf S. 103 und Taf.14, Fig. 13–16 als Pupa vergniesiana erstmals publiziert (vgl. aber die Einwände von Welter Schultes). Das „Systematische Conchylien-Cabinet von Martini und Chemnitz“ erschien in einzelnen Lieferungen, die Seiten 97–128 erschienen 1850, die Taf.14 war bereits in einer früheren Lieferung enthalten und war bereits 1847 ausgegeben worden. Küster schreibt ausdrücklich, dass er die Beschreibung von Jean de Charpentier erhalten hat („Mitgetheilt von Herrn Director von Charpentier, der sie zu Ehren der Familie Vergnies de Boucheren zu Vicdessos benannte“). Zur damaligen Zeit war es durchaus üblich, dass Forscher ihre Beschreibungen an andere Forscher zur Publikation in Sammelwerken übergaben (vgl. auch die Bemerkung unter Pupa villae im selben Werk von Küster). An der Autorschaft von Jean de Charpentier ist nach dem obigen Wortlaut nicht zu zweifeln.
In den folgenden Arbeiten wurde Pupa vergniesiana Küster häufig auch als Synonym von Pupa pyrenaearia oder anderen Arten interpretiert. Edmund Gittenberger stufte das Taxon letztendlich zur Unterart von Abida pyrenaearia herab. Er unterschied innerhalb des Taxons Abida pyrenaearia zwei Unterarten: Abida pyrenaearia pyrenaearia (Michaud, 1831) und Abida pyrenaearia vergniesiana (Küster, 1850). In der molekulargenetischen Analyse der Chondrinidae-Taxa 2010 durch Bas Kokshoorn und Edmund Gittenberger stellte sich jedoch heraus, dass Abida pyrenaearia vergniesiana das Schwestertaxon des ursprünglich ebenfalls als Unterart angesehenen Taxons Abida secale ateni ist. Beide Taxa sind molekulargenetisch weit entfernt von den jeweiligen Nominatunterarten Abida pyrenaearia pyrenaearia und Abida secale secale und wurden daher als eigenständige Arten aufgefasst; d. h. Abida vergniesiana und Abida ateni. Gargominy et al. (2011) und die Fauna Europaea akzeptieren das Taxon als eigenständige Art; die Fauna Europaea gibt als Autor „Küster 1847“ an. Dagegen rechnet Welter Schultes das Taxon noch zu Abida pyrenaearia. Edmund Gittenberger stellte folgendes Synonym zu Abida (pyrenaearia) vergniesiana; die Fauna Europaea folgte ihm darin:
- Pupa vergniesiana var. provida Westerlund, 1902

Küster gab folgende Lokalitäten an: Vicdessos, Tarascon und Foix. Gittenberger (1973) bestimmte Vicdessos zur Typlokalität.

## Gefährdung
Nach der Einschätzung der International Union for Conservation of Nature and Natural Resources (IUCN) ist die Art trotz des kleinen Verbreitungsgebietes nur gering gefährdet („near threatened“). Die Art lebt in felsigem Gelände. Obwohl nur 8 bis 9 Lokalitäten bekannt sind, an denen die Art vorkommt, ist eine Gefährdung mehr theoretischer Natur; die Anlage von Steinbrüchen oder die Verbreiterung von Straßen könnten einige Vorkommen der Art beeinträchtigen.

## Belege

## Anmerkung
1. ↑  Welter Schultes stellt aber zur Diskussion, ob das Taxon nicht bereits 1848 durch Ludwig Georg Karl Pfeiffer gültig publiziert wurde. Pfeiffer führt in der Synonymie von Pupa pyrenaearia eine Pupa Vergnesiana (sic) auf und gibt eine Indikation auf die bereits 1847 erschienene Taf.14, Fig. 13–16 sowie eine kurze Beschreibung (S. 343). Dieser Verweis auf eine publizierte Abbildung und die kurze Charakterisierung reicht nach den Internationalen Regeln für die Zoologische Nomenklatur theoretisch aus, dass der Name Pupa vergnesiana verfügbar ist, wenn er später (aber vor 1961) als gültiger Name übernommen wurde oder als älteres Homonym (in diesem Fall von vergniesiana) betrachtet wurde. Da aber Küster auf die Arbeit von Pfeiffer nicht näher eingeht, sondern das Taxon als vergniesiana neu beschreibt, unter einem zwar ähnlichen, aber doch etwas anderem Namen, ist Küster's vergniesiana somit auch keine Emendation oder eine sekundäre inkorrekte Schreibweise. Das Binomen Pupa Vergnesiana Pfeiffer, 1848 wurde von keinem Autor vor 1961 als älteres Homonym benutzt oder als gültiger Name übernommen und ist somit kein verfügbarer wissenschaftlicher Name im Sinne der zoologischen Nomenklaturregeln. Auch Edmund Gittenberger erwähnt 1973 die Arbeit von Pfeiffer bzw. den Namen vergnesiana nicht.